# BMW M5
De BMW M5 is een luxesportsedan van BMW, gebaseerd op de BMW 5-serie. Er is een speciale M5-versie gemaakt van de volgende typen uit de BMW 5-serie: E28, E34, E39, E60, F10 en F90. Van de laatste versie is door BMW een competition versie uitgebracht. De BMW M5 competition is de snelste productieauto die BMW ooit heeft uitgebracht.

## M5 E28 (1985 - 1988)

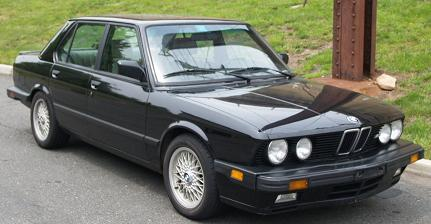
BMW E28 M5 (1985-1988)

De BMW M5 (E28S) werd voor het eerst gepresenteerd in de zomer van 1985 en werd tot 1988 met de hand gebouwd door BMW M. Uiterlijk verschilde de M5 weinig van de reguliere E28, afgezien van een subtiele voor- en achterspoiler, grotere wielkasten en een verlaagde ophanging. Het interieur kon optioneel geleverd worden met een volledig lederen bekleding.
De wagen werd aangedreven door een licht aangepaste 3,5 liter zescilindermotor uit de BMW M1 met een vermogen van 210 kW (286 pk), goed voor een topsnelheid van 251 km/u en een sprint van 0 naar 100 km/u in 6,1 seconden. Deze motor was gekoppeld aan een handgeschakelde vijfversnellingsbak en achterwielaandrijving.

## M5 E34 (1988 - 1995)

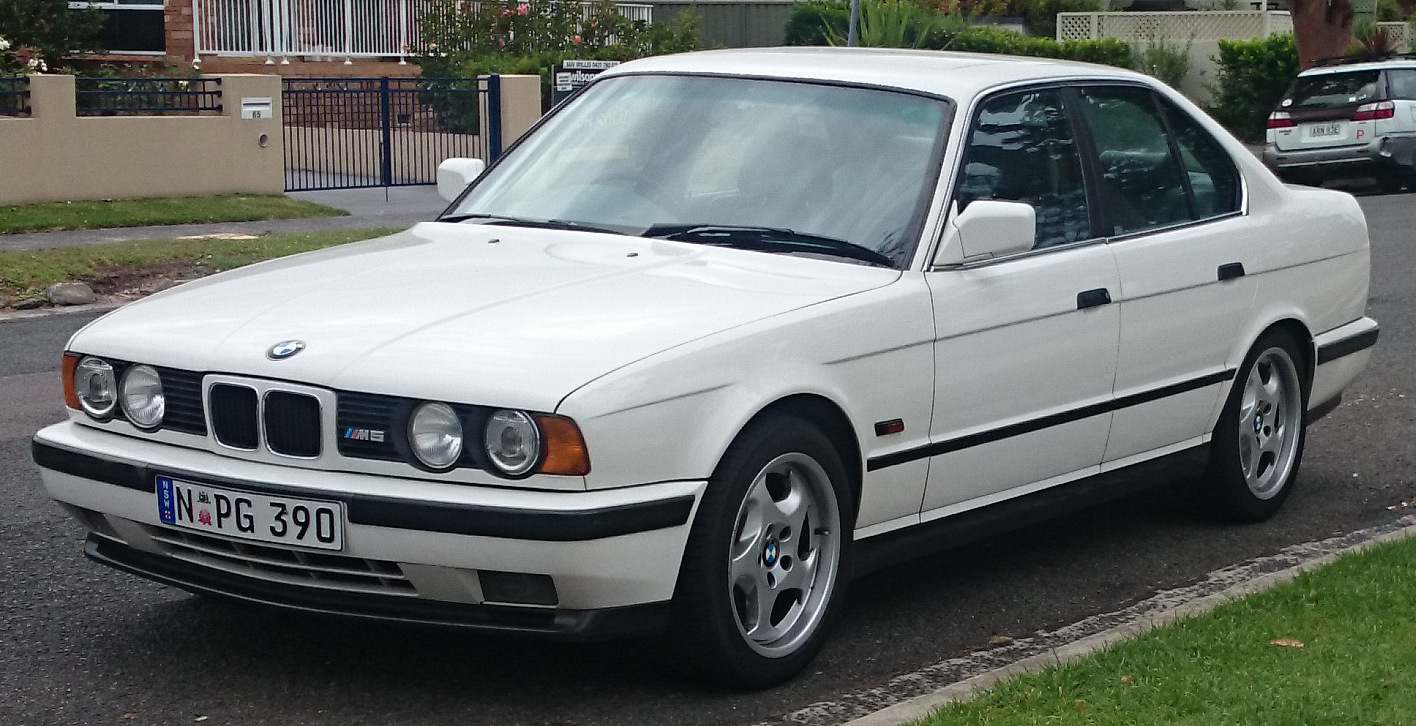
BMW E34 M5 (1988-1995)

De E34-generatie van de M5 werd geproduceerd van 1988 tot 1995. Ten opzichte van reguliere E34 kreeg de M5-versie nieuwe voor- en achterbumpers en zijpanelen. In het interieur werden hoofdsteunen achterin toegevoegd.
De M5 E34 was uitgerust met een 3,6 liter 6-in-lijnmotor die 232 kW (315 pk) ontwikkelde. Daarmee haalde de wagen een topsnelheid van 250 km/u (elektronisch begrensd) en duurde een sprint van 0 naar 100 km/u 6,3 seconden.
In 1992 kreeg deze M5 een facelift. De cilinderinhoud van de motor werd vergroot tot 3,8 liter, wat een vermogen van 250 kW (340 pk) opleverde. Vanaf dat moment was de M5 E34 ook leverbaar als stationwagen, de M5 Touring. Medio 1994 was er nog een tweede, kleinere facelift waarbij de wagen voorzien werd van een handgeschakelde zesversnellingsbak, 18-inch velgen en de bredere voorkant die voorheen enkel bij modellen met een achtcilindermotor gebruikt werd.

## M5 E39 (1998 - 2003)

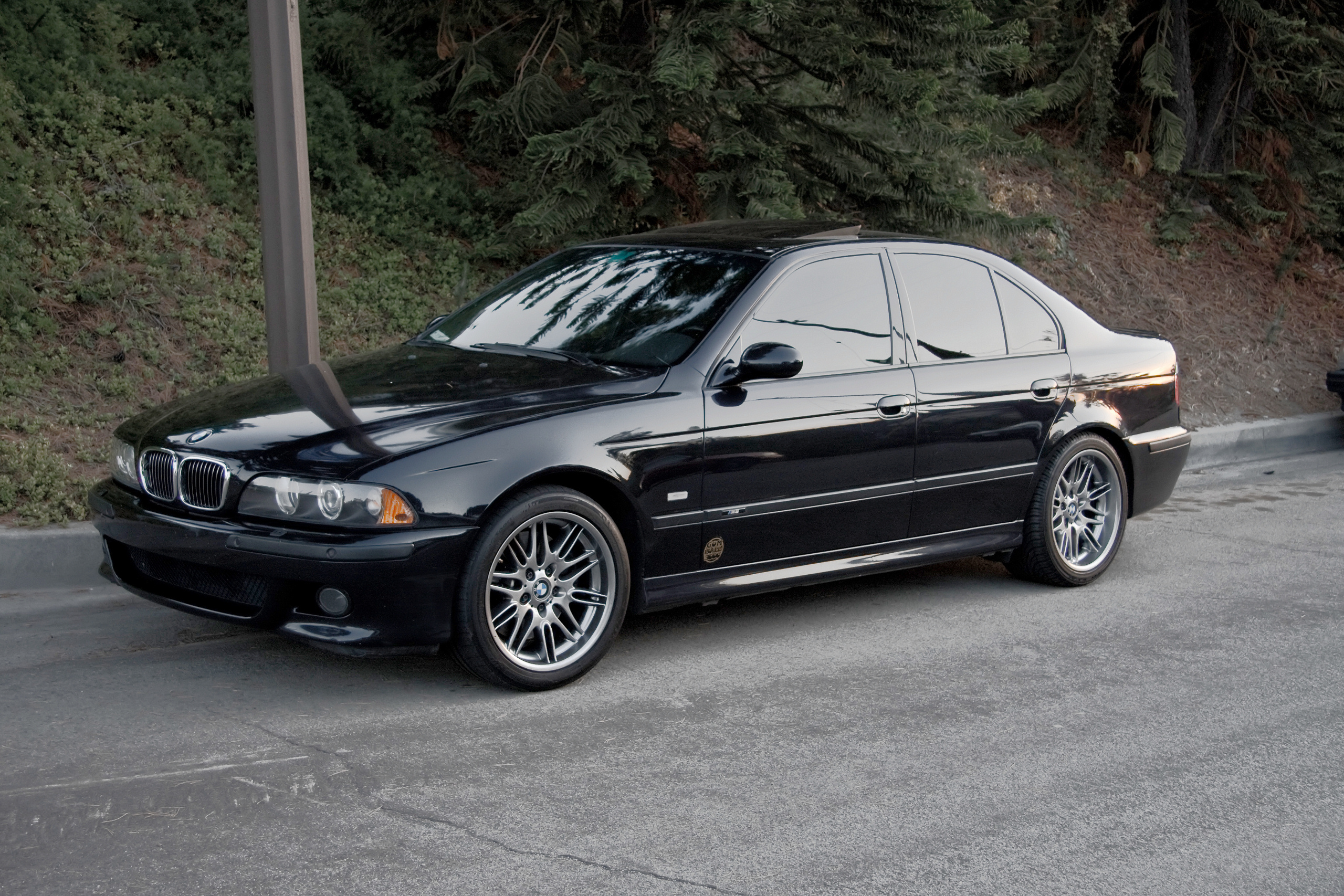
BMW E39 M5 (1999-2003)

De BMW M5 (E39S) op basis van de E39 5-serie werd gepresenteerd op het Autosalon van Genève in 1998. In tegenstelling tot zijn voorganger was deze alleen als sedan verkrijgbaar.
In 2000 kreeg de M5 dezelfde facelift van de E39-serie. In 2003 werd de productie stopgezet. Tot zijn opvolger twee jaar later in 2005 verscheen was de M5 E39 het krachtigste model uit de M-reeks.
Volkswagen heeft bij de ontwikkeling van haar W-motoren een E39 M5 gebruikt als testauto om een W10-motor in te leggen.

### Technische gegevens

#### De motor
De wagen was voorzien van een atmosferische 5,0 liter V8-benzinemotor met vier bovenliggende nokkenassen met variabele kleptiming. Deze S62B50 motor ontwikkelde een vermogen van 294 kW (400 pk), goed voor een topsnelheid van 250 km/u (elektronisch begrensd) en een sprint van 0 naar 100 km/u in 5,3 seconden. Het motorvermogen werd via een handgeschakelde zesversnellingsbak op de achterwielen overgebracht.

#### Het verbruik
In stadsverkeer verbruikt deze M5 21,1 liter/100 km, daarbuiten is het verbruik 9,8 liter/100 km. In totaal heeft de wagen dus een gemiddeld verbruik van 13,9 liter/100 km.

## M5 E60 (2005 - 2010)

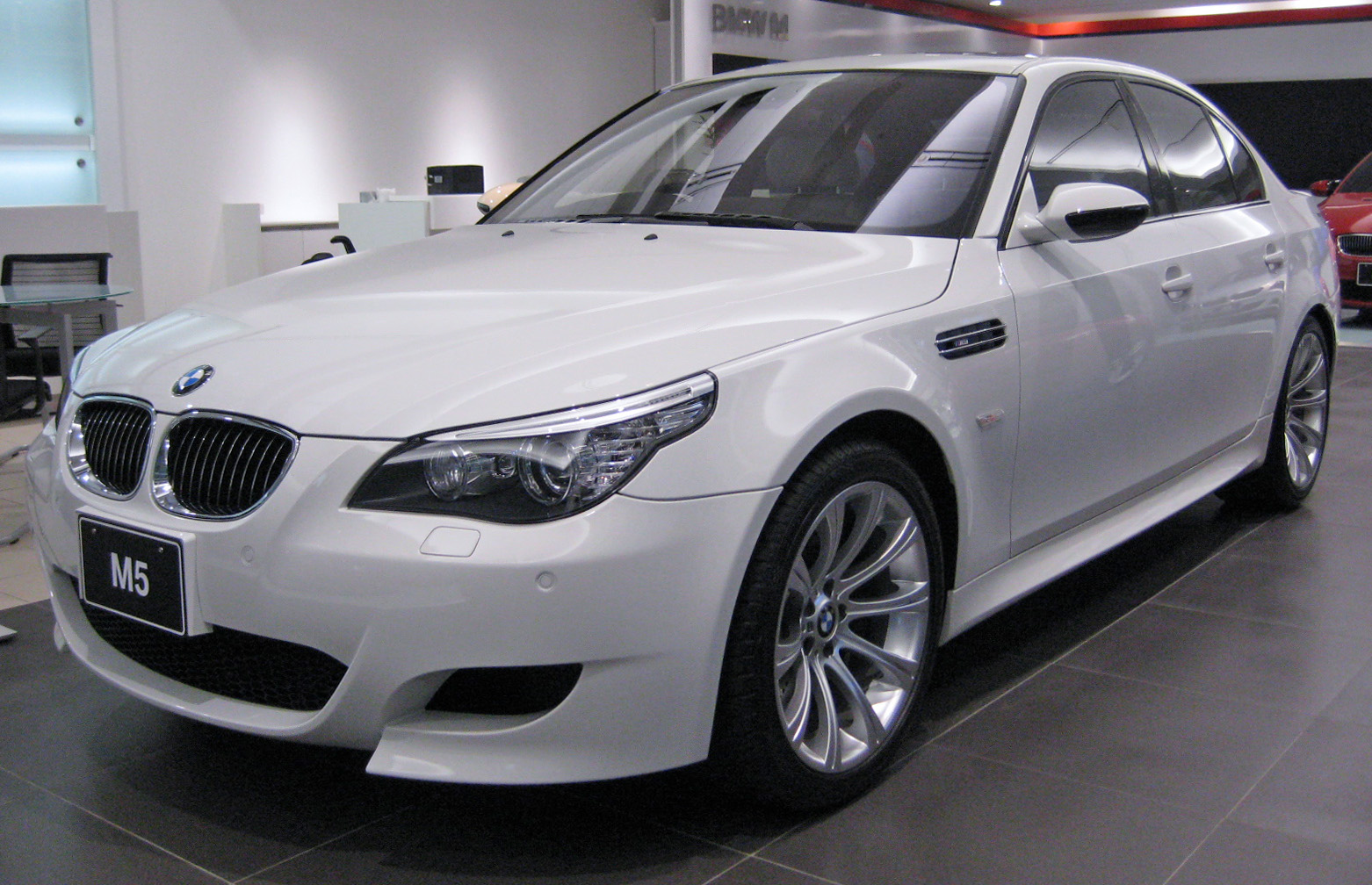
BMW E60 M5 (2005-2010)

### Gewonnen prijzen
De BMW M5 die gebaseerd is op de E60 heeft de "Engine of the Year 2005"-verkiezing gewonnen in de categorieën: "Best New Engine 2005", "Best Performance Engine 2005" en was ook de beste in de klasse boven de 4,0 liter met zijn 5,0 V10-motor met een vermogen van 507 pk en een koppel van 520 newtonmeter, atmosferisch. Ook de BMW M6 won deze prijzen, omdat hij dezelfde motor heeft.

### Technische gegevens

#### De motor
Onder de motorkap huist een "The Engine of the Year 2005"-motor, oftewel de S85, 10 cilinders tellende B50-motorblok. Met een cilinderinhoud van 4999 cc perst hij hiermee 507 pk uit. De 520 Nm komen vrij bij 6100 toeren per minuut.
De E60 M5 heeft achterwielaandrijving en heeft een op de fabriek elektronisch afgeregelde topsnelheid van 250 kilometer per uur.
De BMW M5 gaat vanuit stilstand naar 100 km/h in 4,7 seconden. Hiermee was hij anno 2005 de snelst naar honderd accelererende vierdeurssedan ter wereld. In 2006 moest hij deze titel alweer overdragen aan de Mercedes-Benz E 63 AMG die deze sprint in 4,5 seconden uitvoert. In 2008 kwam ook de nieuwe Audi RS6 uit die eveneens in 4,5 seconden naar de 100 km/h sprint.

#### Het verbruik
In de stad verbruikt deze auto, de BMW M5, 24,4 liter/100 kilometer, dat is gelijk aan 1:4.4, op de buitenweg is het verbruik 16,4 liter/100 kilometer en dit is gelijk aan 1:6.1.
Totaal verbruikt de BMW M5 dus 19,6 liter per 100 kilometer en dit staat voor 1:5.1.

## M5 F10 (2011 - 2017 )
De M5 F10 werd gelanceerd op de IAA in 2011.
De nieuwe M5 gebruikt een 4,4-liter V8. Dit is dezelfde motor als in de BMW X5 M, X6 M en M6. In de M5 levert deze motor 560 pk en 680 Nm. De motor beschikt over een turbocharger. De reden dat er gekozen werd voor een V8 (de M5 E60 had een V10) is dat ook BMW moet voldoen aan de steeds strenger wordende milieueisen. De teruggang naar een V8 heeft ervoor gezorgd dat de CO2-uitstoot van de auto is gereduceerd met 25%.
De M5 F10 beschikt over een zeventraps automatische versnellingsbak met een dubbele koppeling in tegenstelling tot de X5 M en X6 M die allebei met een zestraps versnellingsbak worden geleverd. Terwijl men de M5 F10 in Europa alleen met automaat kan bestellen zal in de Verenigde Staten ook een versie met een handmatige versnellingsbak leverbaar worden.
De auto is standaard uitgerust met blauw gespoten remklauwen en 19-inch spaakvelgen.
In een poging de M5 F10 minder te laten wegen heeft BMW een samenwerking met SGL Group, een koolstofvezelproducent, op touw gezet. De M5 F10 weegt echter nog steeds meer dan de M5 E60.

### M Performance Edition
In mei 2012 kondigde BMW middels een teaser aan M Performance-versies van de M3 (E92) en M5 (F10) uit te brengen. Enkele dagen later maakte BMW de extra opties die deze BMW's zouden sieren bekend. Ook werd duidelijk dat deze speciale edities alleen op de Britse markt verkocht zullen gaan worden en dat de productie gelimiteerd is tot 30 stuks.
De M5 F10 M Performance Edition kreeg onder andere multifunctionele voorstoelen uitgevoerd in zwart leder, 20-inch zwarte velgen en een achteruitrijcamera mee. Ook is er in de auto een plaatje gemonteerd met daarop het nummer van de geproduceerde auto.

## M5 F90 (2017 - heden)

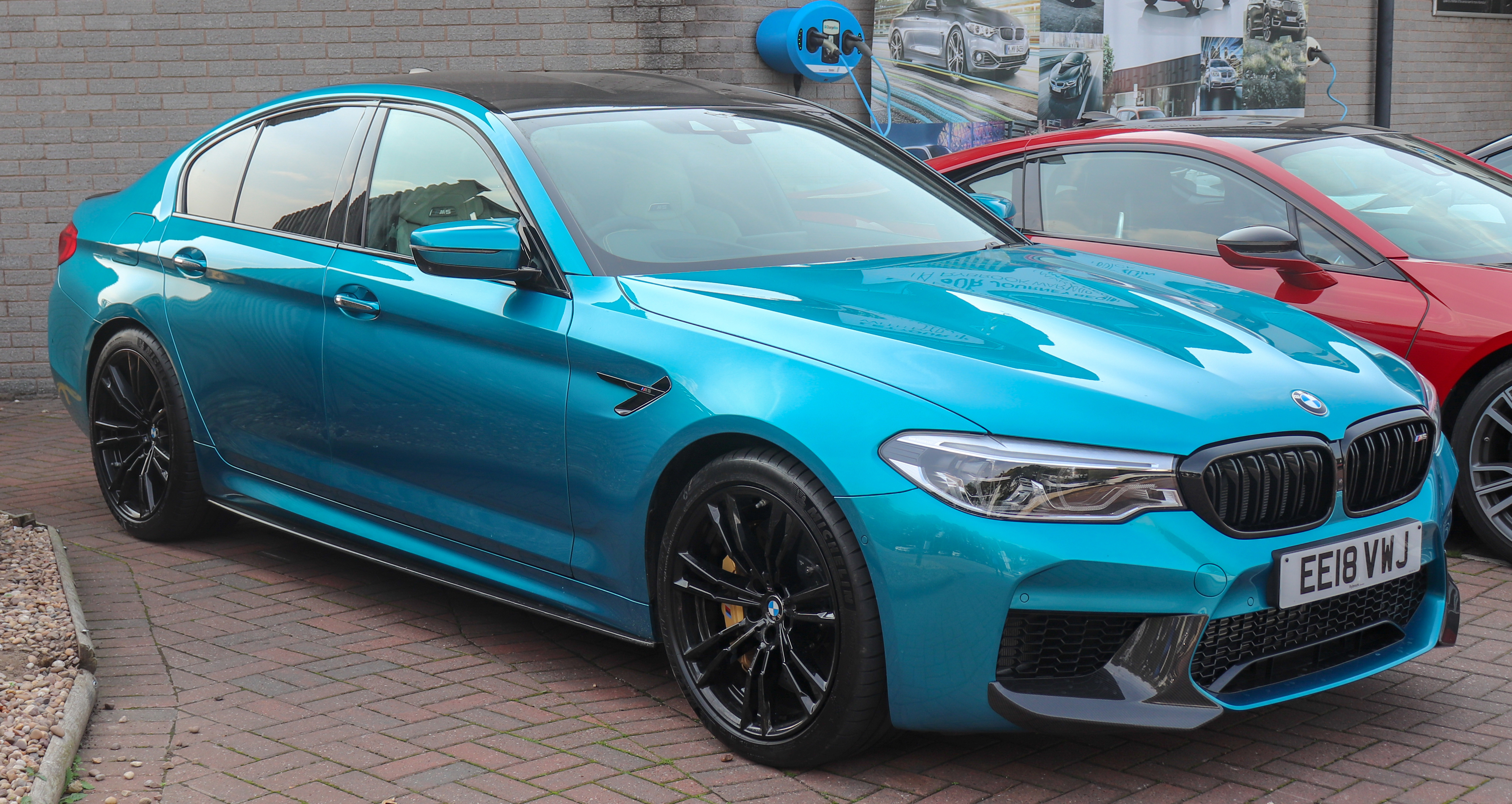
M5 F90 (2017-heden)

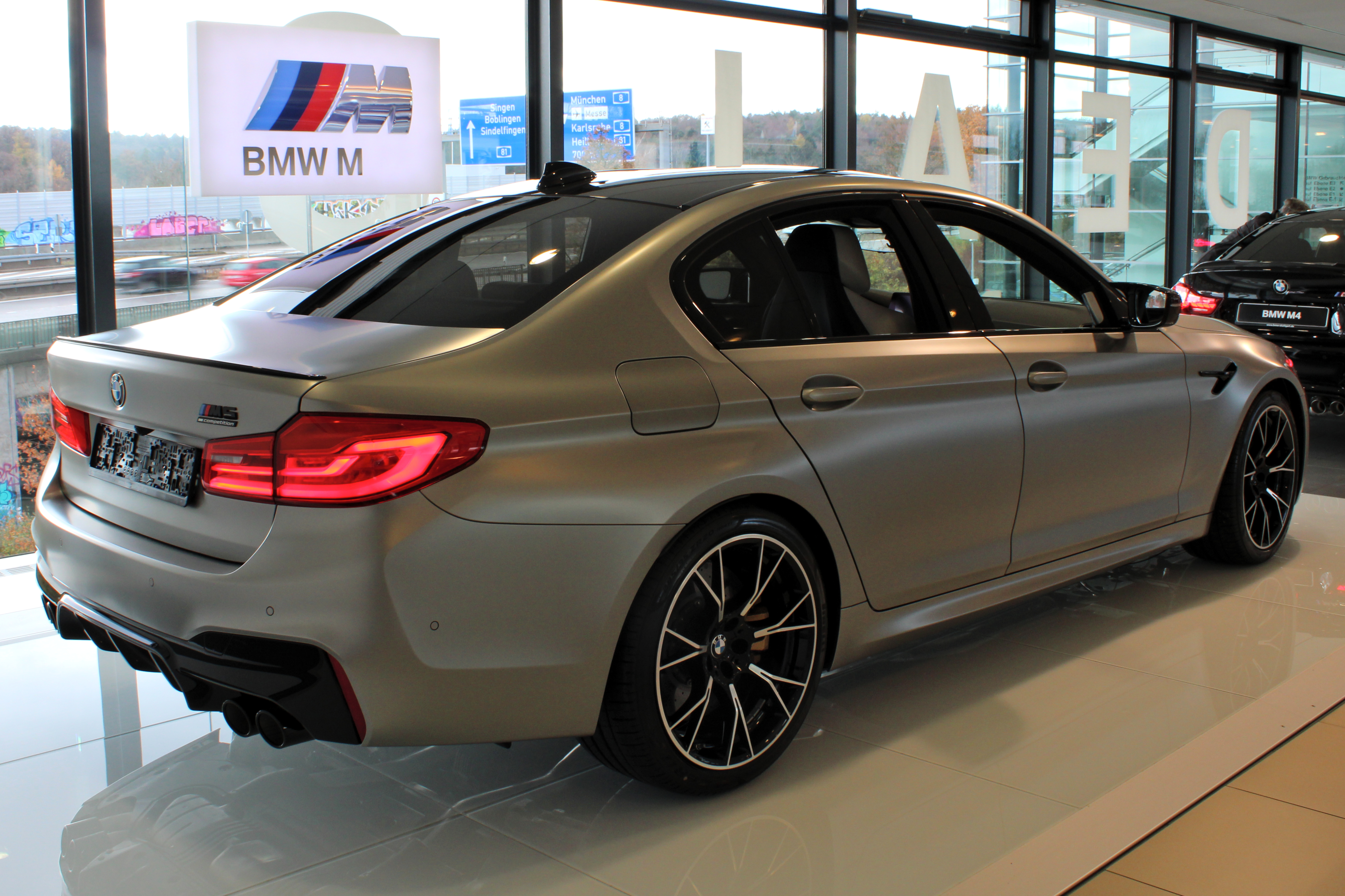
M5 F90 Competition

De M5 F90 werd onthuld op Gamescom in augustus 2017 om de lancering van het computerspel Need for Speed Payback te promoten. De M5 F90 werd vervolgens ook getoond op de Frankfurt Motor Show (IAA) in september 2017. De huidige M5 wordt naast reguliere 5-serie modellen geproduceerd in de BMW Dingolfing fabriek in Duitsland.
De M5 F90 is gebaseerd op de G30 5-serie en maakt gebruik van een aandrijflijn met vierwielaandrijving ("xDrive") en het is daarmee de eerste keer dat een M5 geen achterwielaandrijving heeft. De M5 F90 beschikt over een achttraps ZF 8HP75 automatische versnellingsbak. De auto is voorzien van een 4,4 liter grote ‘S63B44T4’-motor. Deze TwinTurbo V8 is goed voor een vermogen van 600 pk bij 6.250 toeren en een maximaal koppel van 750 Nm bij 1.800 toeren. Naast de reguliere M5 F90 is er ook een Competition versie beschikbaar met 25 pk extra vermogen. Andere wijzigingen ten opzichte van de standaard M5 behelzen onder meer stijvere veren, meer camber, een 7 mm lagere rijhoogte, herziene wielen en een opnieuw ontworpen uitlaatsysteem met een roetfilter.
De M5 F90 accelereert vanuit stilstand naar 100 km/u in 3,2 seconden (3,1-3.0 seconden voor de Competition-versie) en naar 200 km/u in 11,1 seconden (10,8 seconden voor de Competition-versie). De topsnelheid is elektronisch beperkt tot 250 km/u in standaarduitvoering en 305 km/u met het optionele M Driver's Package. Ondanks het extra gewicht van de onderdelen van de vierwielaandrijving is het gewicht van de M5 F90 ongeveer 40 kg lager dan dat van de vorige generatie M5 F10.
In juni 2020 heeft de F90 een kleine facelift ondergaan. Technisch gezien is de belangrijkste aanpassing de komst van nieuwe schokdempers (gelijk aan de BMW M8 Gran Coupé), cosmetisch gezien heeft de auto een nieuwe grille met grotere spijlen gekregen. Ook is de voorbumper iets gewijzigd. Daarnaast zijn de koplampen nieuw, met L-vormige LED’s met Dynamic Laser Matrix Beam technologie. Aan de achterzijde zijn er ook nieuwe lampen en hebben de diffuser en uitlaten een andere vorm gekregen.